# Jean Cleinge
 (février 2016).
Si vous disposez d'ouvrages ou d'articles de référence ou si vous connaissez des sites web de qualité traitant du thème abordé ici, merci de compléter l'article en donnant les références utiles à sa vérifiabilité et en les liant à la section « Notes et références ».
Jean Cleinge est un cinéaste belge, spécialisé dans le film sur l'art, né le 6 septembre 1919 à Tilff et mort le 29 décembre 2002 à Ottawa.
Il est un proche du groupe CoBrA, notamment de Jean Raine avec qui il nourrira une riche correspondance.
En 1966, son film Bruegel et la Folie des hommes est nommé au Festival de Cannes pour la Palme d'or du court métrage.
En 1975, Jean Cleinge émigre avec son épouse Sylvia Antebi au Canada. Deux ans plus tard, ils ouvrent une galerie d'art à Ottawa.
Le couple a eu deux enfants : une fille, Marguerite, et un fils, Henri. Et plusieurs petits-enfants.